# Os Incríveis
Os Incríveis est un groupe brésilien de rock instrumental, originaire de São Paulo. Au départ, le groupe se nomme The Clevers — suivant la mode de l'époque pour les noms d'ensembles anglais — et connaît un certain succès avec ses versions de chansons italiennes et de musique instrumentale, et devient même animateur d'une émission de télévision. En 1964, ils accompagnent Rita Pavone à la télévision brésilienne et sont invités par la chanteuse à l'accompagner lors d'une tournée européenne. À leur retour, ils se disputent avec leur manager, le radiodiffuseur Antônio Aguillar, ce qui les amène à passer une saison en Argentine et à changer le nom du groupe. Ils ont continué à avoir du succès sous leur nouveau nom, publiant des albums et des disques compacts, participant à des programmes télévisés, tels que Jovem Guarda, et jouant même dans un film, Os Incríveis Neste Mundo Louco, réalisé par Brancato Júnior. À la fin des années 1960 et au début des années 1970, ils sortent une série de succès nationaux, tels que O Milionário, Minha Oração, Era Um Garoto Que Como Eu Amava os Beatles e os Rolling Stones et Eu Te Amo, Meu Brasil. Cependant, en raison de la pression générée par le succès de cette dernière chanson — de la part de la presse, du gouvernement et du label — le groupe met fin à ses activités au début de l'année 1972.
L'année suivante, Mingo, Nenê et Risonho rejoignent le groupe avec des musiciens de studio et sortent trois albums et plusieurs albums. En 1981, les musiciens de la formation originale se réunissent pour sortir un dernier album et se séparent à nouveau. Au début des années 1990, certains membres du groupe se sont produits dans des spectacles et des programmes télévisés sous le nom de Os Incríveis, mais aucun nouvel album n'est enregistré. En 1995, Netinho produit l'émission Novo de Novo - pour commémorer le 30e anniversaire de la première de l'émission Jovem Guarda - et tente de réunir le groupe, mais devant le refus de plusieurs membres, il décide de reconstituer le groupe avec de nouveaux musiciens. À partir de cette date, le groupe continue à donner des concerts dans tout le pays, entre des périodes plus calmes et d'autres plus chargées, et sort un DVD en 2015 pour commémorer le 50e anniversaire du changement de nom du groupe. En 2018, ils sortent leur premier album avec des inédits depuis 1981 et continuent de jouer régulièrement dans tout le pays.

## Histoire

### The Clevers
Domingos Orlando (Mingo), Waldemar Mozena (Risonho) et Demerval Teixeira Rodrigues (Neno) étaient trois adolescents de São Paulo qui ont rencontré Antônio Rosas Sanches (Manito) — qui vivait dans la même ville mais était né à Vigo, en Espagne — et décident de monter un groupe avec lui. L'inspiration vient de la famille de Manito, qui jouait toujours d'un instrument et chanté. Ils aimaient tous le rock - et les styles dérivés en vogue, comme le twist. La difficulté est de trouver un batteur, car Mingo et Risonho jouent de la guitare, Neno de la basse et Manito de pratiquement tous les instruments à vent ou à clavier. C'est alors que le quatuor rencontre Luiz Franco Thomaz (Netinho) — né à Itariri et venu de Santos pour étudier — et, découvrant qu'il a déjà joué de la batterie dans un orchestre, l'invite à rejoindre le groupe. Mais il y a une condition : il doit avoir une batterie. Netinho appelle son grand-père pour lui demander l'instrument en cadeau et, à partir de ce moment-là, il porte ce surnom toute sa vie.
C'est ainsi qu'en 1962, ils commencent à répéter et à jouer dans des soirées. Leur répertoire est influencé par la musique populaire de l'époque : twist, surf music et autre rock instrumental, influencé par des groupes comme The Shadows et The Ventures. Dans les soirées, ils bénéficient du fait que certains d'entre eux ont déjà joué dans d'autres groupes qui ont connu un certain succès : The Jet Blacks et The Jordans. C'est ainsi que l'année suivante, lors d'un de ces concerts, ils sont entendus par le diffuseur et présentateur Antônio Aguillar, qui dirigeait une émission de télévision intitulée Ritmos para a Juventude sur TV Paulista. Le présentateur utilisait l'émission pour promouvoir des groupes de rock, qu'il commence ensuite à gérer. Aguillar travaillait déjà avec ces deux groupes lorsqu'il rencontre le quintette. Rapidement, le présentateur sponsorise le groupe, lui donne le nom de The Clevers, et lui obtient un contrat pour l'enregistrement de quelques albums pour le label GEL, par l'intermédiaire du label Continental, propriété du directeur artistique Diego Mulero - Palmeira du duo Palmeira e Biá,.

### Succès
En août 1963, ils sortent leur premier single, un 78 tours avec Afrika et El Relicario, qui se retrouvent immédiatement en face B. Après ce premier succès, le label discographique et leur manager font pression sur les garçons pour qu'ils enregistrent quelque chose qu'ils puissent également chanter. C'est ainsi que I Want You Baby / Look at My Eyes sort en octobre, avec Mingo au chant. Ce disque est suivi d'un autre 78 tours en novembre — avec El Novillero et Maria Cristina — et d'un LP en octobre : Encontro com The Clevers (Twist). Fin novembre, Folha de S.Paulo félicite Aguillar d'avoir découvert le groupe le plus populaire de l'époque. Début janvier 1964, ils embarquent comme attraction principale sur un bateau de croisière, le Princesa Leopoldina, qui fait une tournée dans plusieurs villes du Brésil, comme Santos, Rio de Janeiro, Belém et Manaus.
Au début de l'année 1964, alors qu'ils sont en croisière, le label  fait plusieurs sorties pour capitaliser sur leur succès. Bientôt, trois autres 78 tours sortent : Jalousie / Veneno, en janvier ; Il Tancaccio / Clever's Surf, en avril ; et Menina dos Sonhos Meus / Se mi Vuoi Lasciari, en mai. En outre, deux double-albums seront publiés : Encounter with The Clevers (Twist), qui contient des morceaux du premier album, sorti en février ; et The Clevers with Hully Gully - dans lequel le label cherche à s'associer avec le groupe de danse en vogue, en mai. Enfin, le deuxième album studio du groupe, Os Incríveis, sort au début de l'année. Avec le retour du quintette après la croisière et le succès continu, ils enregistrent en juin leur troisième album — Os Incriveis Vol. 2 — qui sort le mois suivant avec des critiques favorables.

### Rita Pavone
En juin 1964, Rita Pavone, la chanteuse italienne qui connaît un grand succès au Brésil avec sa chanson Datemi un Martello, est annoncée pour venir dans le pays pour se produire à São Paulo dans le cadre de sa tournée mondiale qui passera par l'Amérique du Sud ; elle s'est déjà produite à Buenos Aires. Lorsqu'il apprend la nouvelle, Antônio Aguillar, dont l'émission s'appelait Reino da Juventude et est diffusée sur TV Record, après un bref passage sur TV Excelsior, va voir Paulo Machado de Carvalho, son patron, pour obtenir la participation de la chanteuse à son émission. Le propriétaire de TV Record contacte Teddy Reno dès l'arrivée de la chanteuse au Brésil, le 19 juin 1964, et est convenu que Rita participerait à l'émission d'Aguillar et à celle de TV Rio, la filiale de Record dans la capitale de Guanabara. Le lendemain, Rita assiste donc à l'enregistrement de l'émission — qui sera diffusée le dimanche après-midi — en chantant accompagnée par le quintette. La chanteuse et son manager apprécient tellement la prestation du groupe qu'ils l'invitent à accompagner les concerts de Rita au Record Theatre. The Clevers répètent donc avec la chanteuse les lundis et l'accompagnent lors des concerts à São Paulo, ainsi que lors d'un concert éclair devant le bâtiment de TV Rio le 25 juin et lors d'une fête au Clube Atlético Monte Líbano le 26 juin.
Après les représentations, le groupe est invité par Rita et son manager à faire une tournée dans plus de 30 villes européennes, qui commence en août et se termine par le concert de clôture du 25e Festival international du film de Venise, le 10 septembre 1964. Ils voyagent en Europe en compagnie de Brancato Júnior, qui serait le représentant du groupe sur place. Pendant leur séjour en Europe, ils achètent du matériel haut de gamme pour le groupe,,,. Pendant que le groupe est en Europe, leur label ne reste pas inactif et sort un simple album — le premier de la carrière du groupe — avec Datemi un Martello et Sul Cucuzzolo, en août, et un double-album en septembre : The Clevers Internacional. Après le retour du groupe, le double-album Veneno sort également.
Ce voyage déclenche une rumeur selon laquelle la chanteuse sortait avec le batteur du groupe, Netinho. La relation est toujours confirmée par le Brésilien, qui parlait même de mariage à l'époque, mais Pavone n'a jamais commenté cette relation. Ce qui est certain, c'est que cette histoire donne — et donne encore depuis lors — une grande couverture médiatique au groupe. De plus, Rita Pavone finira par épouser son manager quatre ans plus tard, en 1968.

### Changement de nom
Lorsque le groupe retourne à São Paulo en septembre, les musiciens décident de changer de manager, se séparant d'Antônio Aguillar et choisissant Brancato Júnior comme nouveau représentant. Cela provoque une dispute, Aguillar accusant Brancato d'avoir « empoisonné » les musiciens pour lui « voler » le groupe. En conséquence, Aguillar leur interdit d'utiliser le nom The Clevers, qu'il avait enregistré en juillet comme étant sa propriété. Dans un premier temps, le groupe et Brancato acceptent de changer le nom en Os Incríveis, et l'annoncent à la presse en novembre. Cependant, le label résiste à l'idée de changer le nom du groupe qui enregistre des morceaux pour la sortie d'un nouvel album en janvier,. En outre, après ce désaccord, Aguillar dépose également la marque Os Incríveis, grâce à laquelle il a produit les disques vinyles sortis par le groupe. Commence alors une bataille juridique autour du nom du groupe qui ne prendra fin qu'en juillet 1965, lorsque les parties conviennent qu'Aguillar conservera la marque « The Clevers » et cédera la marque « Os Incríveis » au groupe et à son nouveau manager,,.
Alors que le litige juridique se poursuit, le label sort un nouveau single en janvier — avec In Ginocchio da Te et Raunchy, et le quatrième album du groupe le même mois : Dançando com The Clevers — Os Incríveis Vol. 3. L'album est à nouveau chroniqué dans Folha, mais le groupe attire davantage l'attention pour son conflit juridique que pour le contenu de l'album. En avril également, le dernier double-album sort sous l'ancien nom du groupe : Sensacional. D'autre part, le groupe accompagne la chanteuse italienne Stella Dizzy lors de sa prestation à TV Rio en décembre et se rend en Argentine pour y remplir des engagements. Ce qui devait être une courte saison dure jusqu'à la fin du mois de mai, date à laquelle ils retournent au Brésil. À Buenos Aires, ils jouent, font la promotion du groupe et signent un contrat avec CBS Argentina pour enregistrer et sortir un album : Los Increíbles, qui ne sort au Brésil qu'en février 2019.

### Jovem Guardaet succès
Le succès vient pendant la période de la Jovem Guarda, avec des chansons populaires telles que O Milionário, Minha Oração, Era um Garoto Que, Como Eu, Amava os Beatles e os Rolling Stones - une reprise brésilienne de la chanson italienne C'e come um regazzo me amava Beatles e Rolling Stones, de Gianni Morandi - et Eu Te Amo, Meu Brasil, cette dernière étant une chanson exaltant la patrie brésilienne qui a été un énorme succès populaire pendant le gouvernement d'Emílio Médici.

### Séparation
Tout au long des années 1970, d'anciens membres d'Incríveis forment d'autres groupes importants de rock brésilien, Netinho forme le groupe Casa das Máquinas et Manito, avec Pedro Baldanza et Pedro Pereira da Silva, forme le célèbre groupe progressif Som Nosso de Cada Dia,,.

### Postérité
En 2005, Os Incríveis est l'un des groupes choisis pour être mis à l'honneur sur l'album Um Barzinho, um Violão - Jovem Guarda, qui réenregistre des chansons de groupes à succès des années 1960 et 1970. Le morceau O Vagabundo est choisie, interprétée par le groupe Engenheiros do Hawaii.